# Divizia A 1934-1935
Sezonul 1934-1935 al Diviziei A a fost cea de-a 23-a ediție a Campionatului de Fotbal al României, și a treia desfășurată în sistem divizionar. A început pe 2 septembrie 1934 și s-a terminat pe 21 iulie 1935. Ripensia Timișoara a devenit campioană pentru a doua oară în istoria sa.
În această campanie are loc și sezonul inaugural al Diviziei B, astfel încât s-a creat pentru prima oară un sistem de promovare/retrogradare între Divizia A și Divizia B.

## Clasament
| Loc | Echipă             | Pct. | MJ | V  | E | Î  | GM | GP | GA    | Calificare                   |
| --- | ------------------ | ---- | -- | -- | - | -- | -- | -- | ----- | ---------------------------- |
| 1.  | Ripensia (C)       | 32   | 22 | 14 | 4 | 4  | 66 | 34 | 1,941 | Campioana României           |
| 2.  | CA Oradea          | 29   | 22 | 14 | 1 | 7  | 50 | 28 | 1,786 |                              |
| 3.  | Venus București    | 29   | 22 | 14 | 1 | 7  | 57 | 38 | 1,500 |                              |
| 4.  | Universitatea Cluj | 25   | 22 | 12 | 1 | 9  | 36 | 34 | 1,059 |                              |
| 5.  | Chinezul           | 23   | 22 | 9  | 5 | 8  | 58 | 57 | 1,018 |                              |
| 6.  | România Cluj       | 23   | 22 | 9  | 5 | 8  | 41 | 41 | 1,000 |                              |
| 7.  | Crișana Oradea     | 22   | 22 | 8  | 6 | 8  | 46 | 50 | 0,920 |                              |
| 8.  | Gloria Arad        | 21   | 22 | 7  | 7 | 8  | 45 | 57 | 0,789 |                              |
| 9.  | Unirea Tricolor    | 19   | 22 | 6  | 7 | 9  | 49 | 54 | 0,907 |                              |
| 10. | CFR București      | 17   | 22 | 8  | 1 | 13 | 39 | 51 | 0,765 |                              |
| 11. | Juventus București | 16   | 22 | 6  | 4 | 12 | 32 | 46 | 0,696 |                              |
| 12. | AMEFA Arad (O)     | 8    | 22 | 2  | 4 | 16 | 24 | 53 | 0,453 | Baraj de promovare/menținere |

| Câștigătorii Diviziei A, ediția 1934/1935 |
| ----------------------------------------- |
| Ripensia Timișoara Al 2-lea Titlu         |

## Rezultate
| Oaspeți ► Gazde ▼                          | AME | CAO | CFR | CHI | CRI | GLA | JUV | RIP | ROM | UTB | UCJ | VEN |
| ------------------------------------------ | --- | --- | --- | --- | --- | --- | --- | --- | --- | --- | --- | --- |
| AMEFA Arad                                 | —   | 1–2 | 1–0 | 1–3 | 0–1 | 0–2 | 2–0 | 2–2 | 1–2 | 2–4 | 1–2 | 0–4 |
| CA Oradea                                  | 3–0 | —   | 4–2 | 3–1 | 3–1 | 7–1 | 4–0 | 2–2 | 2–1 | 2–3 | 1–0 | 3–1 |
| CFR București                              | 3–0 | 1–0 | —   | 3–2 | 3–4 | 4–5 | 4–3 | 2–2 | 1–3 | 2–1 | 1–2 | 0–1 |
| Chinezul Timișoara                         | 4–2 | 3–2 | 2–3 | —   | 0–0 | 5–3 | 1–1 | 3–2 | 1–1 | 3–1 | 2–3 | 4–2 |
| Crișana Oradea                             | 1–1 | 1–2 | 5–3 | 3–5 | —   | 2–2 | 2–0 | 2–2 | 2–2 | 3–2 | 4–2 | 4–1 |
| Gloria Arad                                | 1–1 | 2–1 | 3–2 | 6–1 | 4–2 | —   | 1–2 | 3–6 | 2–2 | 2–2 | 1–3 | 1–1 |
| Juventus București                         | 3–1 | 1–0 | 1–2 | 2–2 | 5–3 | 2–2 | —   | 0–3 | 3–2 | 1–4 | 1–0 | 1–3 |
| Ripensia Timișoara                         | 4–3 | 3–1 | 2–0 | 5–6 | 5–2 | 3–0 | 1–0 | —   | 5–1 | 5–0 | 5–1 | 0–1 |
| România Cluj                               | 4–1 | 1–4 | 2–1 | 3–1 | 2–0 | 0–3 | 1–0 | 1–2 | —   | 4–4 | 1–0 | 4–5 |
| Unirea Tricolor București                  | 3–3 | 1–2 | 4–1 | 4–4 | 1–2 | 1–1 | 3–3 | 2–3 | 2–2 | —   | 4–3 | 1–0 |
| Universitatea Cluj                         | 5–0 | 0–2 | 2–1 | 2–1 | 0–0 | 3–0 | 2–1 | 1–0 | 0–2 | 3–0 | —   | 2–1 |
| Venus București                            | 3–1 | 2–0 | 2–3 | 5–4 | 5–2 | 7–0 | 3–2 | 1–4 | 1–0 | 3–2 | 5–0 | —   |
| Câștigă gazdele; Remiză; Câștigă oaspeții. |     |     |     |     |     |     |     |     |     |     |     |     |

## Barajul de promovare/menținere
| Echipa 1   | Scor gen. | Echipa 2       | Tur   | Retur |
| ---------- | --------- | -------------- | ----- | ----- |
| AMEFA Arad | 2 – 0     | Jiul Petroșani | 2 – 0 | 0 – 0 |